# Kombakī
Kombakī (persiska: کمبکی) är en ort i Iran.   Den ligger i provinsen Hormozgan, i den sydöstra delen av landet, 1 300 km sydost om huvudstaden Teheran. Kombakī ligger 27 meter över havet och antalet invånare är 394.
Terrängen runt Kombakī är platt. Runt Kombakī är det glesbefolkat, med 9 invånare per kvadratkilometer. Kombakī är det största samhället i trakten. Trakten runt Kombakī är ofruktbar med lite eller ingen växtlighet.